# Carpentaria acuminata
Genre
Espèce
Classification phylogénétique
Carpentaria acuminata, le palmier Carpentaria, est une espèce de plantes à fleurs de la famille des Arecaceae. C'est un palmier natif des côtes de la région tropicale des territoires du nord-ouest en Australie.
C'est la seule espèce actuellement reconnue du genre Carpentaria.

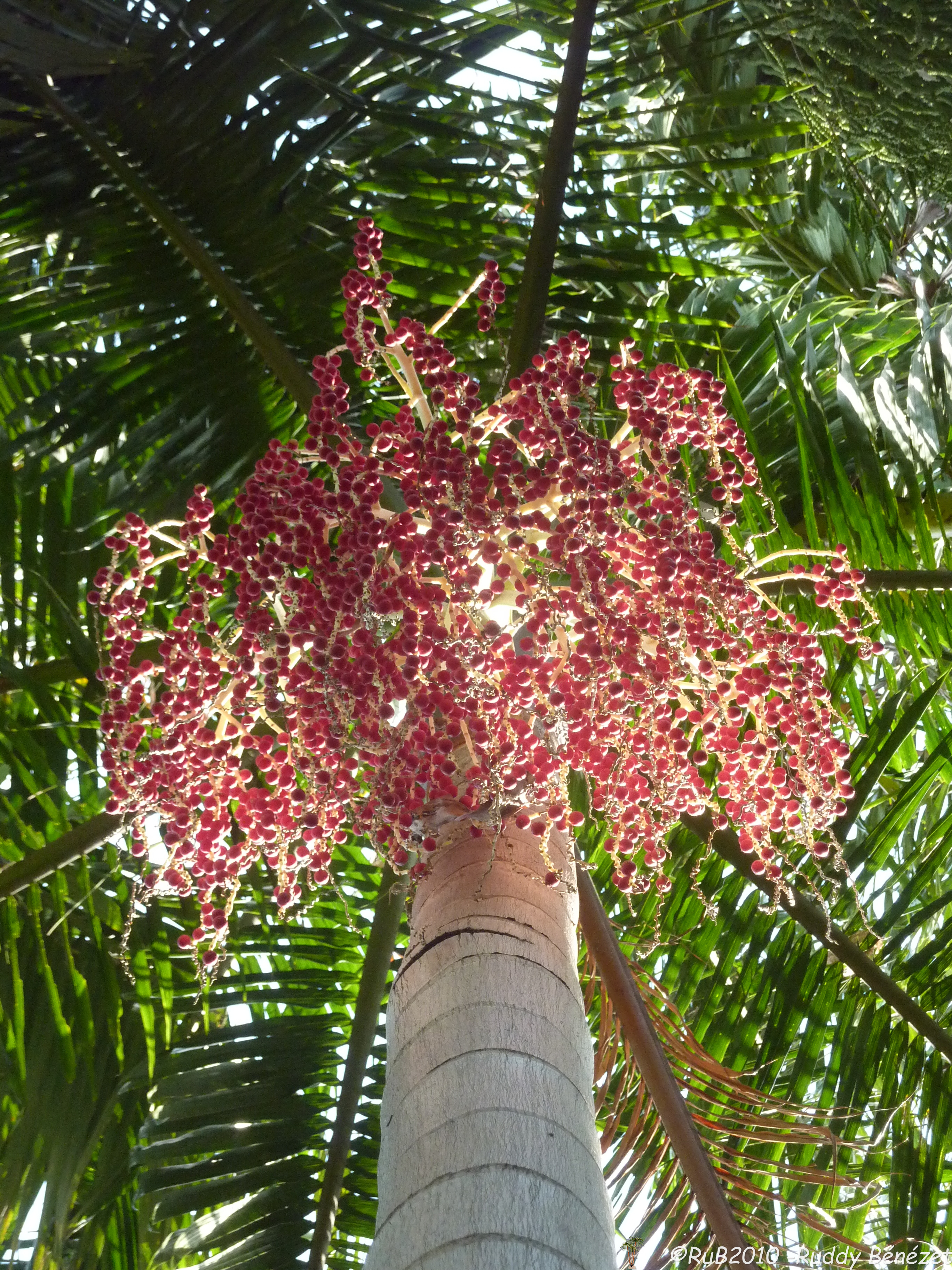
Infrutescence d'un Carpentaria acuminata sur l'ile de la Réunion.

## Classification
- Sous-famille des Arecoideae
  - Tribu des Areceae
    - Sous-tribu des Ptychospermatinae

Le genre Carpentaria partage sa sous-tribu avec treize autres genres : Ptychosperma, Ponapea, Adonidia, Balaka, Veitchia, Wodyetia, Drymophloeus, Normanbya, Brassiophoenix,  Ptychococcus,  Jailoloa, Manjekia et Wallaceodoxa .

## Description
Carpentaria acuminata est un superbe palmier, qui peut atteindre une taille de 20 mètres, avec un stipe de 12 à 15 cm de diamètre. Les feuilles sont pennées et mesurent de trois à quatre mètres de long.
C'est une plante ornementale populaire dans le nord de l'Australie, car elle pousse très rapidement et possède un feuillage très élégant.

## Remarque
À noter que le genre Carpentaria ne doit pas être confondu avec un genre ayant un nom presque similaire, Carpenteria, qui est en fait un genre d'arbustes natif de Californie, appartenant à la famille Hydrangeaceae.

#### Carpentaria
- (en) NCBI : Carpentaria (taxons inclus)
- (en) GRIN : genre Carpentaria  Becc. (+liste d'espèces contenant des synonymes)
- (en) POWO :  Carpentaria   Becc.  (consulté le 1er janvier 2021)

#### Carpentaria acuminata
- (en) NCBI : Carpentaria acuminata (taxons inclus)
- (en) GRIN : espèce Carpentaria acuminata  Becc.